# 夺命游戏
《夺命游戏》（英語：The Game）是陈炳丰和王志豪執導、蔡河立，陈凯旋等主演的一部马来西亚惊悚悬疑电视电影，由ntv7出品，其他主演還有王淑君、朱建美、张顺源和陈薇欣，李伟庆任美术指導。本片的宣传重点在于本片没有剧本，演员所有的反应都是即兴表演，简称实境剧。本片于2012年6月12-16日拍摄，同年8月30日晚上9点30分首播，另外，本片上映日期除了是马来西亚国庆日前夕之外，也是2012年中元节。
本片在播映完毕后上线tonton供用户免费观赏
本片续集《夺命游戏2》于2013年中元节（8月20日）晚上9点30分上映

## 剧情
许多年前，太平山的孤儿院生活着一群无依无靠的孩子，他们相依为命，彼此培养出深厚的友情。多年后，早已进入社会王佩佩、陈嘉乐、陈慧心、林丽美、蔡志远和张振元重新聚首他们熟悉的孤儿院，但是最初的快乐并没有持续多久，因为将他们聚在一起的正是几起凶杀案。当年的十个伙伴中，先后有四人遭到残忍杀害，而作案手法竟然与他们小时候玩笑画出的画如出一辙。知情人惟有他们十人，真正的凶手就可能藏在剩下的六人中间。他们互相猜疑，全然忘记童年的情谊。 疑云重重的孤儿院气氛凝重，而凶手似乎并未就此停下屠戮的步伐。真凶是谁？他的目的又是什么？

## 角色
| 演員   | 角色   | 介紹 |
| 蔡河立 | 蔡志远 | 大佬 房地产经纪 十个孤儿里的老大 人称大佬 大家眼中的大哥 处事冷静 被凶手陷害 尸体被四眼妹发现 被胶带绑住及遮住口鼻窒息致死              |
| 王淑君 | 王佩佩 | 大家姐 活动策划 小时候的领导能力仅次于大佬 担心自己是下一个死者所以下山 不久决定重返太平山与剩下的人找出凶手 被钝器砸伤头，失血过多致死 |
| 朱建美 | 林丽美 | 妹妹 化妆师 被养父领养，故离开孤儿院 在大家姐下山后提出将乐乐绑起来，反被绑 在乐乐被打晕后死亡 背后中刀致死                             |
| 张顺源 | 张振元 | 阿元 真正凶手 影视幕后工作者 患上绝症，想把好朋友杀了陪葬 最终割喉自杀                                                                  |
| 陈凯旋 | 陈嘉乐 | 乐乐 新晋艺人 被阿元谋杀后幸存，但失忆，后来成为疑犯                                                                                    |
| 陈徽欣 | 陈慧心 | 四眼妹 书记 四肢被捆绑，推下山坡，虽然幸存，但成为植物人                                                                                |
|        | 曾依琳 | 已死亡 仅被提及 会计师 被谋杀，藏尸行李箱                                                                                               |
|        | 赵文杰 | 杰仔 仅被提及 酒店大堂经理 五马分尸 |
|        | 庄绍东 | Johnson 仅被提及 酒保 眼睛被刺瞎，推下楼梯致死                                                                                          |
|        | 钟艾华 | 艾华 仅被提及 美术老师 头部重伤，失血过多致死                                                                                           |

## 续作
本片播出后一年后的2013年，ntv7官宣将推出续集《夺命游戏2》，导演陈炳丰回归执导，池家庆加入成为导演之一，于2013年8月20日（农历七月十四）晚上播出。
2014年，ntv7宣布将于10月30日于全马电影院上映续作《夺命游戏3》，后改名为《懼場》。